# Ceromitia
Ceromitia is een geslacht van vlinders van de familie langsprietmotten (Adelidae), uit de onderfamilie Nematopogoninae.

## Soorten
- C. albosparsa Janse, 1945
- C. alternipunctella Walsingham, 1881
- C. amphichroa Meyrick, 1908
- C. aphroneura Meyrick, 1930
- C. arata Meyrick, 1920
- C. atelopis Walsingham, 1938
- C. auricrinis Walsingham, 1933
- C. benedicta Meyrick, 1918
- C. bipartita Janse, 1945
- C. bipectinifera Janse, 1945
- C. brevilobata Janse, 1945
- C. centrologa Meyrick, 1937
- C. cerochlora Meyrick, 1921
- C. crinigerella Zeller, 1850
- C. cuneella Walsingham, 1891
- C. chalcocapna Meyrick, 1933
- C. chionocrossa Meyrick, 1922
- C. chrysomitra Meyrick, 1937
- C. decepta Janse, 1945
- C. delta Janse, 1945
- C. descripta Meyrick, 1924
- C. devia Janse, 1945
- C. dicksoni Janse, 1945
- C. durbanica Janse, 1945
- C. eccentra Meyrick, 1922
- C. elongatella Walsingham, 1881
- C. eremarcha Meyrick, 1931
- C. exalbata Meyrick, 1922
- C. flavicoma Meyrick, 1937
- C. fuscipunctella Janse, 1945
- C. geminata Meyrick, 1914
- C. gigantea Janse, 1945
- C. glandularis Meyrick, 1908
- C. graptosema Meyrick, 1914
- C. grisata Janse, 1945
- C. heteroloba Janse, 1945
- C. holosticta Meyrick, 1918
- C. ilyodes Meyrick, 1931
- C. impura Janse, 1945
- C. indigna Meyrick, 1912
- C. ingeminans Meyrick, 1935
- C. intermedia Janse, 1945
- C. iolampra (Turner, 1900)
- C. iolitha Meyrick, 1914
- C. jamaka Mey, 2011
- C. laninensis Pastrana, 1961
- C. laureata Meyrick, 1911
- C. leptosticta Turner, 1900
- C. libropis Meyrick, 1908
- C. lizeri Pastrana, 1961
- C. macrograpta Meyrick, 1934
- C. melanodesma Meyrick, 1914
- C. melanostrota Meyrick, 1912

- C. mellicoma Meyrick, 1912
- C. mesosema Meyrick, 1921
- C. mioclina Meyrick, 1921
- C. mitrata Meyrick, 1917
- C. monopectinifera Janse, 1945
- C. multipunctata Janse, 1945
- C. natalensis Stainton, 1860
- C. nerina Meyrick, 1912
- C. ochrodyta Meyrick, 1922
- C. ochrotricha Meyrick, 1912
- C. okatjikona Mey, 2011
- C. palyntis Meyrick, 1908
- C. phaeoceros Meyrick, 1922
- C. phaeocoma Meyrick, 1912
- C. phaeocomoides Janse, 1945
- C. phyrsima Meyrick, 1911
- C. pilularis Meyrick, 1921
- C. praetexta Meyrick, 1924
- C. pucaraensis Pastrana, 1961
- C. punctulata Janse, 1945
- C. resonans Meyrick, 1918
- C. sciographa Meyrick, 1922
- C. schajovskoii Pastrana, 1961
- C. simpliciella Janse, 1945
- C. spatalodes Meyrick, 1920
- C. spatolodes Meyrick, 1920
- C. spilodesma Meyrick, 1908
- C. sporaea Meyrick, 1908
- C. stathmodes Meyrick, 1908
- C. synchroma Janse, 1945
- C. synneura Meyrick, 1921
- C. systelitis Meyrick, 1921
- C. transtrifera Meyrick, 1912
- C. trigoniferella Walsingham, 1881
- C. trilobata Janse, 1945
- C. turpisella Walker, 1863
- C. tyrochlora Meyrick, 1908
- C. unguiphora Janse, 1945
- C. vansoni Janse, 1945
- C. viscida Meyrick, 1922
- C. wahlbergi Zeller, 1852
- C. xanthocoma Meyrick, 1917